# Ріккардо Калафіорі
Ріккардо Калафіорі (італ. Riccardo Calafiori, нар. 19 травня 2002, Рим) — італійський футболіст, захисник «Арсенала» та збірної Італії.

## Клубна кар'єра
Ріккардо Калафіорі народився в Римі, та є вихованцем футбольної школи клубу «Рома». 1 серпня 2020 року дебютував у основній команді клубу в Серії A в матчі проти «Ювентуса». Надалі футболіст пропустив кілька місяців гри, оскільки захворів коронавірусною хворобою 26 листопада 2020 року Калафіорі дебютував у єврокубках, вийшовши у стартовому складі в матчі проти румунської команди ЧФР у груповому турнірі Ліги Європи..
Першу половину 2022 року провів в оренді у «Дженоа», за яку відіграв три гри, після чого 31 серпня 2022 року за 1,5 мільйони євро (та 40% від майбутнього продажу) перейшов до швейцарського «Базеля».
31 серпня 2023 року повернувся до Італії, перейшовши за 4 мільйони євро до «Болоньї».

## Виступи за збірні
У 2017 році Ріккардо Калафіорі дебютував у складі юнацької збірної Італії, загалом на юнацькому рівні взяв участь у 15 іграх, відзначившись 2 забитими голами.
З 2021 року Калафіорі грає у складі молодіжної збірної Італії. На молодіжному рівні зіграв у трьох офіційних матчах у кваліфікації молодіжного чемпіонату Європи 2023 року.

## Статистика виступів

### Статистика клубних виступів
Станом на 30 серпня 2022
| Сезон              | Команда            | Чемпіонат          | Чемпіонат | Чемпіонат | Національний кубок | Національний кубок | Національний кубок | Континентальні кубки | Континентальні кубки | Континентальні кубки | Інші змагання | Інші змагання | Інші змагання | Усього | Усього | Усього |
| Сезон              | Команда            | Ліга               | Ігор      | Голів     | Ліга               | Ігор               | Голів              | Ліга                 | Ігор                 | Голів                | Ліга          | Ігор          | Голів         | Ігор   | Голів  |        |
| ------------------ | ------------------ | ------------------ | --------- | --------- | ------------------ | ------------------ | ------------------ | -------------------- | -------------------- | -------------------- | ------------- | ------------- | ------------- | ------ | ------ | ------ |
| 2019–2020          | «Рома»             | A                  | 1         | 0         | КІ                 | 0                  | 0                  | ЛЄ                   | 0                    | 0                    | -             | -             | -             | 1      | 0      |        |
| 2020–2021          | «Рома»             | A                  | 3         | 0         | КІ                 | 0                  | 0                  | ЛЄ                   | 5                    | 1                    | -             | -             | -             | 8      | 1      |        |
| 2021-січ.2022      | «Рома»             | A                  | 6         | 0         | КІ                 | 0                  | 0                  | ЛК                   | 3                    | 0                    | -             | -             | -             | 9      | 0      |        |
| Усього за «Рому»   | Усього за «Рому»   | Усього за «Рому»   | 10        | 0         |                    | 0                  | 0                  |                      | 8                    | 1                    |               | -             | -             | 18     | 1      |        |
| січ.-черв. 2022    | «Дженоа»           | A                  | 3         | 0         | КІ                 | -                  | -                  | -                    | -                    | -                    | -             | -             | -             | 3      | 0      |        |
| 2022–23            | «Базель»           | СЛ                 | 23        | 0         | КШ                 | 3                  | 0                  | ЛК                   | 8                    | 1                    | -             | -             | -             | 34     | 1      |        |
| 2023–24            | «Базель»           | СЛ                 | 3         | 0         | КШ                 | 0                  | 0                  | ЛК                   | 1                    | 0                    | -             | -             | -             | 4      | 0      |        |
| Усього за «Базель» | Усього за «Базель» | Усього за «Базель» | 26        | 0         |                    | 3                  | 0                  |                      | 9                    | 1                    |               | -             | -             | 38     | 1      |        |
| Усього за кар'єру  | Усього за кар'єру  | Усього за кар'єру  | 39        | 0         |                    | 3                  | 0                  |                      | 17                   | 2                    |               | -             | -             | 59     | 2      |        |